# Elternzeit
Als Elternzeit wird in Deutschland ein Zeitraum unbezahlter Freistellung von der Arbeit nach der Geburt eines Kindes bezeichnet. Auf diese Freistellung haben Arbeitnehmer einen Rechtsanspruch. Dieser Anspruch ist zusammen mit anderen Bestimmungen zur Vereinbarkeit von Familie und Beruf im Bundeselterngeld- und Elternzeitgesetz festgelegt.

## Begriffliches
Europaweit wird teils von Elternzeit, teils von Elternurlaub gesprochen. Bis 31. Dezember 2000 war in der deutschen Gesetzgebung von Erziehungsurlaub die Rede.
In Österreich wird der Begriff „Elternkarenz“ verwendet.
Begriffe mit -urlaub werden teils als missverständlich angesehen, da durch diese Begriffe Kritikern zufolge die Erziehungsarbeit allzu leicht als Urlaub im Sinne eines Erholungsurlaubes missverstanden und somit unterschätzt würde.
Andererseits wird hervorgehoben, der Begriff -urlaub sei „prägnanter, weil er auf die zeitlich befristete Beurlaubung hinweist und somit auf ein abgesichertes Arbeitsverhältnis“. Eine Beurlaubung setze ein vorhandenes Arbeitsverhältnis voraus, das bei einer „Zusage auf Wiedereinstellung“ aufgehoben sei.

## Rechtliche Regelungen

### Anspruchsgrundlagen
Der Anspruch auf Elternzeit ist in § 15 Bundeselterngeld- und Elternzeitgesetz (BEEG) geregelt. Er besteht unabhängig vom Wohnsitz oder gewöhnlichen Aufenthalt des Anspruchsinhabers, sofern sein Arbeitsverhältnis nach deutschem Arbeitsrecht geschlossen wurde. Wenn das bestehende Arbeitsverhältnis nicht dem deutschen Arbeitsrecht unterliegt, ergibt sich der Anspruch auf Elternzeit aufgrund des Art. 9 Verordnung Nr. 593/2008 des Europäischen Parlaments und des Rates über das auf vertragliche Schuldverhältnisse anzuwendende Recht (Rom I).
Beamte sowie Berufs- und Zeitsoldaten haben ebenfalls Anspruch auf Elternzeit. Für sie gelten besondere Verordnungen, die jedoch die Bestimmungen des BEEG teilweise für entsprechend anwendbar erklären.

### Anspruchsvoraussetzungen
Den Elternzeitanspruch nach § 15 BEEG können Arbeitnehmer zur Betreuung und Erziehung eines Kindes geltend machen, mit dem sie in einem Haushalt leben. Voraussetzung ist ein bestehendes und zu Beginn der Elternzeit andauerndes Arbeitsverhältnis. Auf die Art und die Dauer des Arbeitsverhältnisses kommt es nicht an, so dass zum Beispiel auch Arbeitnehmer in einem befristeten Arbeitsverhältnis, Teilzeitbeschäftigte, Studenten in einer Nebenbeschäftigung, Auszubildende, Heimarbeiter und geringfügig Beschäftigte Elternzeit beanspruchen können.
Der Arbeitnehmer muss die Erziehung und Betreuung des Kindes selbst übernehmen und kann sie nicht einem anderen überlassen. Der Arbeitnehmer darf sich jedoch bei der Kindererziehung und -betreuung von Dritten (beispielsweise durch Familienangehörige oder Au-Pairs) unterstützen lassen.
Bei dem zu betreuenden Kind muss es sich nicht um das leibliche Kind des Arbeitnehmers handeln. Elternzeit kann auch für Adoptivkinder, Kinder des Ehe- oder Lebenspartners und für Kinder, die in Vollzeitpflege in den Haushalt aufgenommen sind, beansprucht werden. In einem Arbeitsverhältnis stehende Großeltern können Großelternzeit für ihr Enkelkind beanspruchen, wenn der Elternteil des Kindes minderjährig ist oder sich im letzten oder vorletzten Jahr einer Ausbildung befindet, die vor Vollendung des 18. Lebensjahres begonnen wurde. Der Anspruch der Großeltern besteht jedoch nur, wenn keiner der Elternteile des Kindes selbst Elternzeit beansprucht.
Beide Elternteile können ganz oder zeitweise zusammen in Elternzeit gehen.
Die Elternzeit kann grundsätzlich unabhängig vom Bezug von Elterngeld in Anspruch genommen werden.

### Anspruchsdauer
Der Anspruch auf Elternzeit besteht für jeden Elternteil bis zur Vollendung des dritten Lebensjahres des Kindes. Pro Kind kann die Dauer der Elternzeit also pro Elternteil bis zu 36 Monate betragen (§ 15 BEEG Abs. 2 und 3). Die nachgeburtliche Mutterschutzfrist wird auf die Elternzeit angerechnet, der Mutterschutz führt also nicht zu einer Verlängerung der Elternzeit über die dreijährige Gesamtdauer hinaus. Für bis zum 30. Juni 2015 geborene Kinder konnte ein Anteil von bis zu zwölf Monaten der Elternzeit auf den Zeitraum zwischen dem dritten und achten Geburtstag des Kindes übertragen werden, wenn der Arbeitgeber zustimmte. Für Geburten ab dem 1. Juli 2015 können bis zu 24 Monate Elternzeit auf die Zeit zwischen dem dritten und achten Geburtstag des Kindes übertragen werden, ohne dass es der Zustimmung des Arbeitgebers bedarf. Der Arbeitgeber kann eine Übertragung der Elternzeit in diesen Zeitraum nur aus dringenden betrieblichen Gründen ablehnen.
Bezüglich der jüngsten Änderungen war zunächst in einer Koalitionsvereinbarung vom November 2013 vorgesehen gewesen, dass ohne Zustimmung des Arbeitgebers bis zu 24 Monate Elternzeit bis zum vierzehnten (statt bis zum achten) Geburtstag des Kindes übertragbar sein sollten. Zugleich war vereinbart worden, im Teilzeit- und Befristungsgesetz einen Rechtsanspruch auf befristete Teilzeit zu verankern. Durch diese Regelungen solle der Altersarmut vorgebeugt werden; Wirtschaftsvertreter hatten kritisiert, dass sie dadurch zu einem Aufbau nicht benötigter Arbeitsplätze gezwungen würden.
Teilzeitarbeit während der Elternzeit streckt den Elternzeitanspruch nicht: er ist auch in diesem Fall auf maximal 36 Monate pro Elternteil und Kind begrenzt. (Anders ist es beim Anspruch auf Elterngeld, der sich bei hälftiger Inanspruchnahme auf die doppelte Zeit erstreckt.)

### Antrag auf Elternzeit
Wer Elternzeit beanspruchen will, muss sie spätestens sieben Wochen vor Beginn schriftlich vom Arbeitgeber verlangen und gleichzeitig verbindlich erklären, für welche Zeiten innerhalb von zwei Jahren Elternzeit genommen werden soll. Wird die Elternzeit unmittelbar nach der Mutterschutzfrist in Anspruch genommen, ist das Elternzeitverlangen spätestens sieben Wochen vor Ablauf der Mutterschutzfrist zu stellen, also in der ersten Woche nach dem Geburtstermin (§ 16 BEEG). Für Geburten ab 1. Juli 2015 beträgt die Anmeldefrist 13 Wochen, wenn die Elternzeit zwischen dem dritten und achten Geburtstag des Kindes genommen wird. Der Antrag erfordert die Schriftform nach § 126 BGB, eine Antragstellung per E-Mail oder Fax ist nicht ausreichend.
Laut Urteil des Bundesarbeitsgerichtes steht es Arbeitnehmern nach Geburt eines weiteren Kindes während laufender Elternzeit zu, die erste Elternzeit vorzeitig zu beenden und die nicht verwendete Elternzeit an das Ende der zweiten Elternzeit anzuhängen, sofern dem keine wichtigen betrieblichen Gründe entgegenstehen.

### Teilzeitbeschäftigung
Während der Elternzeit ist die Person, die Elternzeit in Anspruch nimmt, zu keiner Tätigkeit verpflichtet. Sofern gewünscht, kann bis zu 30 Stunden pro Woche in Teilzeit weiter gearbeitet werden. Nach § 15 Abs. 7 BEEG besteht in Unternehmen mit mehr als 15 Beschäftigten ein Anspruch auf Teilzeiterwerbstätigkeit zwischen 15 und 30 Wochenstunden (bei Geburten ab 1. September 2021 bis zu 32 Wochenstunden) für mindestens zwei Monate oder mehr, wenn keine dringenden betrieblichen Gründe entgegenstehen und die Beschäftigung mindestens sechs Monate ohne Unterbrechung bestand. In Unternehmen mit bis zu 15 Beschäftigten müssen sich die Eltern mit dem Arbeitgeber über die Teilzeit einigen. Kommt keine Einigung über eine Verringerung der Arbeitszeit zustande (§ 15 Abs. 4 und 5 BEEG), kann die Person, unter bestimmten Bedingungen, während der Gesamtdauer der Elternzeit zweimal eine Verringerung seiner bzw. ihrer Arbeitszeit beanspruchen (§ 15 Abs. 6 BEEG), wobei einvernehmliche Elternteilzeitregelungen auf diese Zahl nicht anzurechnen sind. Bei der Teilzeitbeschäftigung während der Elternzeit sind Verpflichtungen zu Bereitschaftsdiensten aus der Berechnung der 30 Stunden nicht herauszunehmen, denn diese gelten auch als Arbeitszeit nach dem Gemeinschaftsrecht.

### Weiterbildung während der Elternzeit
Der Arbeitgeber kann während der Elternzeit die Teilnahme an einer betrieblichen Bildungsmaßnahme nicht verlangen. Will sich die Person, die Elternzeit in Anspruch nimmt, während der Elternzeit weiterbilden, so stehen dem arbeitsrechtliche Regelungen nicht im Wege. Der Arbeitgeber muss das Weiterbildungsinteresse finanziell nicht unterstützen. Führt der Arbeitgeber selbst betriebliche Maßnahmen der Berufsbildung durch oder trägt er für außerbetriebliche Maßnahmen der Berufsbildung die Kosten ganz oder teilweise, so kommt eine Teilnahme auch von Personen in Betracht, die sich in Elternzeit befinden. Die Auswahl der Teilnehmer trifft dabei der Arbeitgeber. Der Betriebsrat kann Vorschläge für die Teilnahme von Arbeitnehmern oder Gruppen von Arbeitnehmern des Betriebs machen (§ 98 BetrVG). In diesem Fall müssen Arbeitgeber und Betriebsrat Einvernehmen darüber erzielen, welche Arbeitnehmer an der Bildungsmaßnahme teilnehmen sollen. Kommt keine Einigung zustande, entscheidet die Einigungsstelle.

### Erholungsurlaub
Nach § 17 Abs. 1 BEEG kann der Erholungsurlaub, der der Person, die Elternzeit in Anspruch nimmt, für das Kalenderjahr zusteht, für jeden vollen Kalendermonat der Elternzeit um ein Zwölftel gekürzt werden, sofern die Person nicht während der Elternzeit in Teilzeit arbeitet. Die Kürzung erfolgt nicht kraft Gesetzes, sondern muss per empfangsbedürftiger Willenserklärung gegenüber dem Arbeitnehmer noch während des bestehenden Arbeitsverhältnisses erklärt werden. An eine bestimmte Form ist die Willenserklärung nicht gebunden und die Erklärung kann auch noch nach dem Ende der Elternzeit erfolgen.
Nach § 17 Abs. 2 BEEG ist der Arbeitgeber verpflichtet, einem Arbeitnehmer den ihm bzw. ihr zustehenden Resturlaub, den er bzw. sie vor dem Beginn der Elternzeit nicht oder nicht vollständig erhalten hat, nach der Elternzeit im laufenden oder im nächsten Urlaubsjahr zu gewähren. Nach Urteil des Neunten Senats des Bundesarbeitsgerichts ist § 17 Abs. 2 BEEG so auszulegen, dass der vor einer ersten Elternzeit entstandene Anspruch auf Erholungsurlaub auf die Zeit nach einer weiteren Elternzeit übertragen wird, die sich unmittelbar an die frühere Elternzeit anschließt.

### Schutz vor Kündigung in der Elternzeit
Ab dem Zeitpunkt, von dem an die Elternzeit verlangt wird, jedoch frühestens acht Wochen vor Beginn der Elternzeit (bzw. für eine Elternzeit zwischen dem dritten Geburtstag und dem vollendeten achten Lebensjahr des Kindes frühestens 14 Wochen vor Beginn der Elternzeit) und während der Elternzeit besteht nach § 18 BEEG grundsätzlich ein Kündigungsverbot für den Arbeitgeber. Das Kündigungsverbot gilt auch im Falle einer Insolvenz des Arbeitgebers oder nach einem Betriebsübergang während der Elternzeit. In besonderen Fällen darf ausnahmsweise eine Kündigung von der für den Arbeitsschutz zuständigen Stelle für zulässig erklärt werden, etwa bei Stilllegung des Betriebes oder einzelner Betriebsteile, bei schweren Straftaten des Arbeitnehmers oder schweren arbeitsvertraglichen Pflichtverletzungen sowie bei Gefährdung der wirtschaftlichen Existenz des Betriebes durch die Fortsetzung des Arbeitsverhältnisses.
Eine dem Arbeitgeber erteilte Zulässigkeitserklärung kann durch den Arbeitnehmer innerhalb eines Monats angefochten werden. Die Einlegung des Rechtsmittels bewirkt, dass die Entscheidung nicht wirksam wird, bevor über das Rechtsmittel abschließend entschieden ist. Zur Wahrung der eigenen Rechte kann der Arbeitnehmer außerdem bei einer ausgesprochenen Kündigung innerhalb von drei Wochen beim Arbeitsgericht eine Kündigungsschutzklage erheben; tut er dies nicht, wird die Kündigung wirksam (§ 4, § 7 KSchG).

### Ende der Elternzeit
Mit dem Ende der Elternzeit lebt das Arbeitsverhältnis zu den Bedingungen, die vor der Elternzeit galten, automatisch wieder auf. Hierzu bedarf es keiner Aufforderungen, besonderer Erklärungen oder Vorankündigungen seitens des Arbeitgebers oder des Arbeitnehmers. Wurde die Arbeitszeit während der Elternzeit verringert, gilt mit Ende der Elternzeit wieder die ursprüngliche Arbeitszeit. Eine Ablehnung seitens des Arbeitgebers ist in bestimmten Fällen, wie bei schweren Erkrankungen oder Tod des Partners nicht möglich. Im Falle eines Todes des Kindes während der Elternzeit, endet diese drei Wochen nach dem Ableben. Gegebenenfalls hat der Arbeitnehmer nach den allgemeinen Vorschriften des Teilzeit- und Befristungsgesetz einen Anspruch auf eine Teilzeitbeschäftigung (§ 8 TzBfG). Falls ein Arbeitnehmer nach dem Ende der Elternzeit nicht sofort arbeiten kann, z. B. mangels Kinderbetreuung, sollte er dies vorher mit der Krankenkasse klären, da er nach 30 Tagen unbezahltem Urlaub aus der Sozialversicherung ausscheidet (§ 7 SGB IV).

#### Sonderkündigungsrecht
Arbeitnehmer können nach § 19 BEEG mit einer Kündigungsfrist von drei Monaten zum Ende der Elternzeit kündigen.

#### Kein Recht auf früheren Arbeitsplatz
Die deutsche Rechtsprechung geht davon aus, dass im öffentlichen Dienst jede Arbeit innerhalb der Vergütungsgruppe zugewiesen werden kann. Nach der Rechtsprechung des Landesarbeitsgerichtes Köln geht dies so weit, dass „selbst ein vollständiger Entzug von Vorgesetztenfunktion“ möglich sei, „wenn Führungsverantwortung nicht zu den Tätigkeitsmerkmalen der Vergütungsgruppe gehört.“
Eine Direktwirkung der Richtlinie 96/34/EG wurde seitens der deutschen Regierung bestritten. Die EU hat die Bundesregierung diesbezüglich zur Stellungnahme aufgefordert. Ob ein Vertragsverletzungsverfahren mit Klage vor dem Europäischen Gerichtshof eingeleitet wird, ist derzeit nicht absehbar. Es gibt jedoch Urteile des EuGH zur Schadensersatzpflicht bei Nichtumsetzung (EuGH Francovitch) sowie bei fehlerhafter Umsetzung von EU-Richtlinien. Für den öffentlichen Dienst sind die Richtlinien direkt bindend.
Richtlinien können nur in Ausnahmefällen unmittelbare Wirkung entfalten. Nach ständiger Rechtsprechung des Europäischen Gerichtshofs kann sich ein Mitgliedstaat, der eine Richtlinie nicht oder nicht ordnungsgemäß innerhalb der vorgesehenen Frist umgesetzt hat, seinen Bürgern gegenüber nicht auf diese Säumigkeit berufen. Im Interesse der praktischen Durchsetzung des Gemeinschaftsrechts kommt der Richtlinie in diesem Fall unmittelbare Wirkung zugunsten der Bürger zu, wenn die betreffende Vorschrift eine inhaltlich hinreichend bestimmte und unbedingte Regelung enthält.
In diesem Fall beschränkt sich die unmittelbare Wirkung und der damit verbundene Anwendungsvorrang einer nicht umgesetzten Richtlinie allein auf das Verhältnis zwischen Bürger und säumigem Staat. Das ist verfassungsrechtlich unbedenklich. Demgegenüber würde die Zuerkennung einer unmittelbaren (horizontalen) Wirkung auch im Verhältnis von Privatrechtssubjekten die Kompetenzordnung des EG-Vertrags zu Lasten der Mitgliedstaaten verschieben, die insoweit auf ihre souveränen Rechte nicht zugunsten der Gemeinschaftsorgane verzichtet haben.
Für die Privatwirtschaft gilt daher folgendes:
Nach den Gemeinschaftsverträgen haben Richtlinien grundsätzlich keine unmittelbare Geltung in den Mitgliedsstaaten. Es handelt sich nicht um generell und unmittelbar wirkende europäische Rechtsetzung. Nach Art. 249 Abs. 3 EG wenden sich Richtlinien an die Mitgliedstaaten und verpflichten diese, die in ihr geregelten Vorgaben in nationales Recht umzusetzen. Im Verhältnis zwischen Privatpersonen gelten Richtlinien deshalb nicht unmittelbar. Auch die Rechtsprechung des Europäischen Gerichtshofs lehnt die Annahme einer unmittelbaren Wirkung der Richtlinien im Verhältnis der Individuen zueinander (sog. horizontale Wirkung) ab.
Dies führt nach Ansicht von Fachanwälten dazu, dass durch die Wahrnehmung des Rechts auf Elternzeit häufig das Arbeitsverhältnis infolge von auftretenden Auseinandersetzungen zwischen Arbeitgeber und Arbeitnehmer schließlich arbeitsgerichtlich durch einen einvernehmlichen Auflösungsvertrag gegen Abfindung endet.

#### Sozialversicherungsleistungen nach Ende der Elternzeit
Während einer Elternzeit, die in den ersten drei Lebensjahren des Kindes zurückgelegt wird, ist der erziehende Elternteil arbeitslosenversichert, falls er schon vor der Erziehung versicherungspflichtig beschäftigt war. Wird der erziehende Elternteil nach dem Ende der Elternzeit arbeitslos und meldet er sich bei der Agentur für Arbeit arbeitslos, kann er Anspruch auf Arbeitslosengeld haben. Wurde jedoch in den letzten zwei Jahren vor der Arbeitslosigkeit nicht wenigstens 150 Kalendertage Arbeitsentgelt erzielt, so richtet sich die Höhe des Arbeitslosengeldes nicht nach der Höhe des Einkommens, das vor der Elternzeit bezogen wurde, sondern das Arbeitslosengeld wird der beruflichen Qualifikation entsprechend fiktiv bemessen.

## Überblick über die rechtliche und finanzielle Absicherung
| Zeitraum/ -punkt                                  | Vor der Schwanger- schaft         | Beginn der Schwanger- schaft                                                                                               | Mitteilung an den Arbeit- geber                                                                                            | restliche Zeit der Schwanger- schaft                                                                                       | restliche Zeit der Schwanger- schaft                                                                                       | restliche Zeit der Schwanger- schaft                                                                                       | restliche Zeit der Schwanger- schaft                                                                                       | restliche Zeit der Schwanger- schaft                                                                                       | 6 Wochen vor dem errechneten Geburtstermin                                                                                 | 6 Wochen vor dem errechneten Geburtstermin                                                                                 | Tag der Geburt | 8 Wochen nach der Geburt                                                                                                   | 8 Wochen nach der Geburt                                                                                                   | bis 4 Monate nach der Geburt                                                                                               | bis 4 Monate nach der Geburt                                                                                               | bis 4 Monate nach der Geburt                                                                                               | bis 4 Monate nach der Geburt                                                                                               | bis 12 Monate nach der Geburt                     | bis 12 Monate nach der Geburt                     | bis 12 Monate nach der Geburt                     | bis 12 Monate nach der Geburt                     | bis 12 Monate nach der Geburt                     | bis 12 Monate nach der Geburt                     | max. bis zur Vollendung des 3. Lebensjahrs (teilw. bis zur Vollendung des 8. Lebensjahrs) | max. bis zur Vollendung des 3. Lebensjahrs (teilw. bis zur Vollendung des 8. Lebensjahrs) | max. bis zur Vollendung des 3. Lebensjahrs (teilw. bis zur Vollendung des 8. Lebensjahrs) | max. bis zur Vollendung des 3. Lebensjahrs (teilw. bis zur Vollendung des 8. Lebensjahrs) | max. bis zur Vollendung des 3. Lebensjahrs (teilw. bis zur Vollendung des 8. Lebensjahrs) | max. bis zur Vollendung des 3. Lebensjahrs (teilw. bis zur Vollendung des 8. Lebensjahrs) | max. bis zur Vollendung des 3. Lebensjahrs (teilw. bis zur Vollendung des 8. Lebensjahrs) | max. bis zur Vollendung des 3. Lebensjahrs (teilw. bis zur Vollendung des 8. Lebensjahrs) | max. bis zur Vollendung des 3. Lebensjahrs (teilw. bis zur Vollendung des 8. Lebensjahrs) | max. bis zur Vollendung des 3. Lebensjahrs (teilw. bis zur Vollendung des 8. Lebensjahrs) | max. bis zur Vollendung des 3. Lebensjahrs (teilw. bis zur Vollendung des 8. Lebensjahrs) | max. bis zur Vollendung des 3. Lebensjahrs (teilw. bis zur Vollendung des 8. Lebensjahrs) | max. bis zur Vollendung des 3. Lebensjahrs (teilw. bis zur Vollendung des 8. Lebensjahrs) | max. bis zur Vollendung des 3. Lebensjahrs (teilw. bis zur Vollendung des 8. Lebensjahrs) | max. bis zur Vollendung des 3. Lebensjahrs (teilw. bis zur Vollendung des 8. Lebensjahrs) | max. bis zur Vollendung des 3. Lebensjahrs (teilw. bis zur Vollendung des 8. Lebensjahrs) | max. bis zur Vollendung des 3. Lebensjahrs (teilw. bis zur Vollendung des 8. Lebensjahrs) | max. bis zur Vollendung des 3. Lebensjahrs (teilw. bis zur Vollendung des 8. Lebensjahrs) | max. bis zur Vollendung des 3. Lebensjahrs (teilw. bis zur Vollendung des 8. Lebensjahrs) | max. bis zur Vollendung des 3. Lebensjahrs (teilw. bis zur Vollendung des 8. Lebensjahrs) | max. bis zur Vollendung des 3. Lebensjahrs (teilw. bis zur Vollendung des 8. Lebensjahrs) | max. bis zur Vollendung des 3. Lebensjahrs (teilw. bis zur Vollendung des 8. Lebensjahrs) | max. bis zur Vollendung des 3. Lebensjahrs (teilw. bis zur Vollendung des 8. Lebensjahrs) | max. bis zur Vollendung des 3. Lebensjahrs (teilw. bis zur Vollendung des 8. Lebensjahrs) | Wieder- einstieg in die Arbeit    | Kinder- erziehung                 | Nach der Kinder- erziehung        |
| Arbeitsentgelt und andere finanzielle Leistungen: | Nettogehalt x € / Monat § 611 BGB | Nettogehalt x € / Monat § 611 BGB                                                                                          | Nettogehalt x € / Monat § 611 BGB                                                                                          | Nettogehalt x € / Monat § 611 BGB                                                                                          | Nettogehalt x € / Monat § 611 BGB                                                                                          | Nettogehalt x € / Monat § 611 BGB                                                                                          | Nettogehalt x € / Monat § 611 BGB                                                                                          | Nettogehalt x € / Monat § 611 BGB                                                                                          | Mutterschaftsgeld: 13 € / Tag §§ 19-20 MuSchG                                                                              | Mutterschaftsgeld: 13 € / Tag §§ 19-20 MuSchG                                                                              | Mutterschaftsgeld: 13 € / Tag §§ 19-20 MuSchG                                                                              | Mutterschaftsgeld: 13 € / Tag §§ 19-20 MuSchG                                                                              | Mutterschaftsgeld: 13 € / Tag §§ 19-20 MuSchG                                                                              | | | | |                                                   |                                                   |                                                   |                                                   |                                                   |                                                   |                                                                                           |                                                                                           |                                                                                           |                                                                                           |                                                                                           |                                                                                           |                                                                                           |                                                                                           |                                                                                           |                                                                                           |                                                                                           |                                                                                           |                                                                                           |                                                                                           |                                                                                           |                                                                                           |                                                                                           |                                                                                           |                                                                                           |                                                                                           |                                                                                           |                                                                                           |                                                                                           |                                                                                           | Nettogehalt x € / Monat § 611 BGB | Nettogehalt x € / Monat § 611 BGB | Nettogehalt x € / Monat § 611 BGB |
| Arbeitsentgelt und andere finanzielle Leistungen: |                                   | Anspruch auf Entgeltfortzahlung, § 18 MuSchG                                                                               | Anspruch auf Entgeltfortzahlung, § 18 MuSchG                                                                               | Anspruch auf Entgeltfortzahlung, § 18 MuSchG                                                                               | Anspruch auf Entgeltfortzahlung, § 18 MuSchG                                                                               | Anspruch auf Entgeltfortzahlung, § 18 MuSchG                                                                               | Anspruch auf Entgeltfortzahlung, § 18 MuSchG                                                                               | Anspruch auf Entgeltfortzahlung, § 18 MuSchG                                                                               | Nettogehalt x € / Monat abzgl. Mutterschaftsgeld §§ 19-20 MuSchG                                                           | Nettogehalt x € / Monat abzgl. Mutterschaftsgeld §§ 19-20 MuSchG                                                           | Nettogehalt x € / Monat abzgl. Mutterschaftsgeld §§ 19-20 MuSchG                                                           | Nettogehalt x € / Monat abzgl. Mutterschaftsgeld §§ 19-20 MuSchG                                                           | Nettogehalt x € / Monat abzgl. Mutterschaftsgeld §§ 19-20 MuSchG                                                           | Elterngeld minimal 300 €, max. 1800 € §§ 1–6 BEEG                                                                          | Elterngeld minimal 300 €, max. 1800 € §§ 1–6 BEEG                                                                          | Elterngeld minimal 300 €, max. 1800 € §§ 1–6 BEEG                                                                          | Elterngeld minimal 300 €, max. 1800 € §§ 1–6 BEEG                                                                          | Elterngeld minimal 300 €, max. 1800 € §§ 1–6 BEEG | Elterngeld minimal 300 €, max. 1800 € §§ 1–6 BEEG | Elterngeld minimal 300 €, max. 1800 € §§ 1–6 BEEG | Elterngeld minimal 300 €, max. 1800 € §§ 1–6 BEEG | Elterngeld minimal 300 €, max. 1800 € §§ 1–6 BEEG | Elterngeld minimal 300 €, max. 1800 € §§ 1–6 BEEG |                                                                                           |                                                                                           |                                                                                           |                                                                                           |                                                                                           |                                                                                           |                                                                                           |                                                                                           |                                                                                           |                                                                                           |                                                                                           |                                                                                           |                                                                                           |                                                                                           |                                                                                           |                                                                                           |                                                                                           |                                                                                           |                                                                                           |                                                                                           |                                                                                           |                                                                                           |                                                                                           |                                                                                           |                                   |                                   |                                   |
| Arbeitsentgelt und andere finanzielle Leistungen: |                                   | | | | | | | | | Kindergeld 250 € / Monat, bzw. Kinderfreibetrag, §§ 31–32, 62–78 EStG                                                      | | | | | | | |                                                   |                                                   |                                                   |                                                   |                                                   |                                                   |                                                                                           |                                                                                           |                                                                                           |                                                                                           |                                                                                           |                                                                                           |                                                                                           |                                                                                           |                                                                                           |                                                                                           |                                                                                           |                                                                                           |                                                                                           |                                                                                           |                                                                                           |                                                                                           |                                                                                           |                                                                                           |                                                                                           |                                                                                           |                                                                                           |                                                                                           |                                                                                           |                                                                                           |                                   |                                   |                                   |
| Recht auf unbezahlte Freistellung:                |                                   | | | | | | | | | | Elternzeit, §§ 15–16 BEEG                                                                                                  | Elternzeit, §§ 15–16 BEEG                                                                                                  | Elternzeit, §§ 15–16 BEEG                                                                                                  | Elternzeit, §§ 15–16 BEEG                                                                                                  | Elternzeit, §§ 15–16 BEEG                                                                                                  | Elternzeit, §§ 15–16 BEEG                                                                                                  | Elternzeit, §§ 15–16 BEEG                                                                                                  | Elternzeit, §§ 15–16 BEEG                         | Elternzeit, §§ 15–16 BEEG                         | Elternzeit, §§ 15–16 BEEG                         | Elternzeit, §§ 15–16 BEEG                         | Elternzeit, §§ 15–16 BEEG                         | Elternzeit, §§ 15–16 BEEG                         | Elternzeit, §§ 15–16 BEEG                                                                 | Elternzeit, §§ 15–16 BEEG                                                                 | Elternzeit, §§ 15–16 BEEG                                                                 | Elternzeit, §§ 15–16 BEEG                                                                 | Elternzeit, §§ 15–16 BEEG                                                                 | Elternzeit, §§ 15–16 BEEG                                                                 | Elternzeit, §§ 15–16 BEEG                                                                 | Elternzeit, §§ 15–16 BEEG                                                                 | Elternzeit, §§ 15–16 BEEG                                                                 | Elternzeit, §§ 15–16 BEEG                                                                 | Elternzeit, §§ 15–16 BEEG                                                                 | Elternzeit, §§ 15–16 BEEG                                                                 | Elternzeit, §§ 15–16 BEEG                                                                 | Elternzeit, §§ 15–16 BEEG                                                                 | Elternzeit, §§ 15–16 BEEG                                                                 | Elternzeit, §§ 15–16 BEEG                                                                 | Elternzeit, §§ 15–16 BEEG                                                                 | Elternzeit, §§ 15–16 BEEG                                                                 | Elternzeit, §§ 15–16 BEEG                                                                 | Elternzeit, §§ 15–16 BEEG                                                                 | Elternzeit, §§ 15–16 BEEG                                                                 | Elternzeit, §§ 15–16 BEEG                                                                 | Elternzeit, §§ 15–16 BEEG                                                                 | Elternzeit, §§ 15–16 BEEG                                                                 |                                   |                                   |                                   |
| Recht auf Teilzeitarbeit:                         | § 8 TzBfG                         | § 8 TzBfG | § 8 TzBfG | § 8 TzBfG | § 8 TzBfG | § 8 TzBfG | § 8 TzBfG | § 8 TzBfG | § 8 TzBfG | § 8 TzBfG | | | | §§ 15–16 BEEG | §§ 15–16 BEEG | §§ 15–16 BEEG | §§ 15–16 BEEG | §§ 15–16 BEEG                                     | §§ 15–16 BEEG                                     | §§ 15–16 BEEG                                     | §§ 15–16 BEEG                                     | §§ 15–16 BEEG                                     | §§ 15–16 BEEG                                     | §§ 15–16 BEEG                                                                             | §§ 15–16 BEEG                                                                             | §§ 15–16 BEEG                                                                             | §§ 15–16 BEEG                                                                             | §§ 15–16 BEEG                                                                             | §§ 15–16 BEEG                                                                             | §§ 15–16 BEEG                                                                             | §§ 15–16 BEEG                                                                             | §§ 15–16 BEEG                                                                             | §§ 15–16 BEEG                                                                             | §§ 15–16 BEEG                                                                             | §§ 15–16 BEEG                                                                             | §§ 15–16 BEEG                                                                             | §§ 15–16 BEEG                                                                             | §§ 15–16 BEEG                                                                             | §§ 15–16 BEEG                                                                             | §§ 15–16 BEEG                                                                             | §§ 15–16 BEEG                                                                             | §§ 15–16 BEEG                                                                             | §§ 15–16 BEEG                                                                             | §§ 15–16 BEEG                                                                             | §§ 15–16 BEEG                                                                             | §§ 15–16 BEEG                                                                             | §§ 15–16 BEEG                                                                             | § 8 TzBfG                         | § 8 TzBfG                         | § 8 TzBfG                         |
| Besonderer Arbeitsschutz:                         |                                   | Mutterschutz, MuSchArbV (EG-Mutterschutz-Richtlinie)                                                                       | Mutterschutz, MuSchArbV (EG-Mutterschutz-Richtlinie)                                                                       | Mutterschutz, MuSchArbV (EG-Mutterschutz-Richtlinie)                                                                       | Mutterschutz, MuSchArbV (EG-Mutterschutz-Richtlinie)                                                                       | Mutterschutz, MuSchArbV (EG-Mutterschutz-Richtlinie)                                                                       | Mutterschutz, MuSchArbV (EG-Mutterschutz-Richtlinie)                                                                       | Mutterschutz, MuSchArbV (EG-Mutterschutz-Richtlinie)                                                                       | Mutterschutz, MuSchArbV (EG-Mutterschutz-Richtlinie)                                                                       | Mutterschutz, MuSchArbV (EG-Mutterschutz-Richtlinie)                                                                       | Mutterschutz, MuSchArbV (EG-Mutterschutz-Richtlinie)                                                                       | Mutterschutz, MuSchArbV (EG-Mutterschutz-Richtlinie)                                                                       | Mutterschutz, MuSchArbV (EG-Mutterschutz-Richtlinie)                                                                       | Mutterschutz, MuSchArbV (EG-Mutterschutz-Richtlinie)                                                                       | Mutterschutz, MuSchArbV (EG-Mutterschutz-Richtlinie)                                                                       | Mutterschutz, MuSchArbV (EG-Mutterschutz-Richtlinie)                                                                       | Mutterschutz, MuSchArbV (EG-Mutterschutz-Richtlinie)                                                                       |                                                   |                                                   |                                                   |                                                   |                                                   |                                                   |                                                                                           |                                                                                           |                                                                                           |                                                                                           |                                                                                           |                                                                                           |                                                                                           |                                                                                           |                                                                                           |                                                                                           |                                                                                           |                                                                                           |                                                                                           |                                                                                           |                                                                                           |                                                                                           |                                                                                           |                                                                                           |                                                                                           |                                                                                           |                                                                                           |                                                                                           |                                                                                           |                                                                                           |                                   |                                   |                                   |
| Beschäftigungsverbot:                             |                                   | | ggf. Beschäftigungsverbot gemäß §§ 3 bis 6 MuSchG                                                                          | ggf. Beschäftigungsverbot gemäß §§ 3 bis 6 MuSchG                                                                          | ggf. Beschäftigungsverbot gemäß §§ 3 bis 6 MuSchG                                                                          | ggf. Beschäftigungsverbot gemäß §§ 3 bis 6 MuSchG                                                                          | ggf. Beschäftigungsverbot gemäß §§ 3 bis 6 MuSchG                                                                          | ggf. Beschäftigungsverbot gemäß §§ 3 bis 6 MuSchG                                                                          | Mutterschutz, §§ 3 bis 6 MuSchG                                                                                            | Mutterschutz, §§ 3 bis 6 MuSchG                                                                                            | Mutterschutz, §§ 3 bis 6 MuSchG                                                                                            | Mutterschutz, §§ 3 bis 6 MuSchG                                                                                            | Mutterschutz, §§ 3 bis 6 MuSchG                                                                                            | | | | |                                                   |                                                   |                                                   |                                                   |                                                   |                                                   |                                                                                           |                                                                                           |                                                                                           |                                                                                           |                                                                                           |                                                                                           |                                                                                           |                                                                                           |                                                                                           |                                                                                           |                                                                                           |                                                                                           |                                                                                           |                                                                                           |                                                                                           |                                                                                           |                                                                                           |                                                                                           |                                                                                           |                                                                                           |                                                                                           |                                                                                           |                                                                                           |                                                                                           |                                   |                                   |                                   |
| Beschäftigungsverbot:                             | optional                          | gesetzlich vorgeschrieben (12 statt 8 Wochen bei Früh- und Mehrlingsgeburten oder ärztlich festgestellter Behinderung)     | gesetzlich vorgeschrieben (12 statt 8 Wochen bei Früh- und Mehrlingsgeburten oder ärztlich festgestellter Behinderung)     | gesetzlich vorgeschrieben (12 statt 8 Wochen bei Früh- und Mehrlingsgeburten oder ärztlich festgestellter Behinderung)     | gesetzlich vorgeschrieben (12 statt 8 Wochen bei Früh- und Mehrlingsgeburten oder ärztlich festgestellter Behinderung)     | ggf. Beschäftigungsverbot gemäß §§ 3 bis 6 MuSchG                                                                          | ggf. Beschäftigungsverbot gemäß §§ 3 bis 6 MuSchG                                                                          | ggf. Beschäftigungsverbot gemäß §§ 3 bis 6 MuSchG                                                                          | | | | | | | | | |                                                   |                                                   |                                                   |                                                   |                                                   |                                                   |                                                                                           |                                                                                           |                                                                                           |                                                                                           |                                                                                           |                                                                                           |                                                                                           |                                                                                           |                                                                                           |                                                                                           |                                                                                           |                                                                                           |                                                                                           |                                                                                           |                                                                                           |                                                                                           |                                                                                           |                                                                                           |                                                                                           |                                                                                           |                                                                                           |                                                                                           |                                                                                           |                                                                                           |                                   |                                   |                                   |
| Kündigungsschutz:                                 |                                   | § 17 MuSchG (der Kündigungsschutz besteht auch nach einer Fehlgeburt nach der 12. Schwangerschaftswoche für 4 Monate fort) | § 17 MuSchG (der Kündigungsschutz besteht auch nach einer Fehlgeburt nach der 12. Schwangerschaftswoche für 4 Monate fort) | § 17 MuSchG (der Kündigungsschutz besteht auch nach einer Fehlgeburt nach der 12. Schwangerschaftswoche für 4 Monate fort) | § 17 MuSchG (der Kündigungsschutz besteht auch nach einer Fehlgeburt nach der 12. Schwangerschaftswoche für 4 Monate fort) | § 17 MuSchG (der Kündigungsschutz besteht auch nach einer Fehlgeburt nach der 12. Schwangerschaftswoche für 4 Monate fort) | § 17 MuSchG (der Kündigungsschutz besteht auch nach einer Fehlgeburt nach der 12. Schwangerschaftswoche für 4 Monate fort) | § 17 MuSchG (der Kündigungsschutz besteht auch nach einer Fehlgeburt nach der 12. Schwangerschaftswoche für 4 Monate fort) | § 17 MuSchG (der Kündigungsschutz besteht auch nach einer Fehlgeburt nach der 12. Schwangerschaftswoche für 4 Monate fort) | § 17 MuSchG (der Kündigungsschutz besteht auch nach einer Fehlgeburt nach der 12. Schwangerschaftswoche für 4 Monate fort) | § 17 MuSchG (der Kündigungsschutz besteht auch nach einer Fehlgeburt nach der 12. Schwangerschaftswoche für 4 Monate fort) | § 17 MuSchG (der Kündigungsschutz besteht auch nach einer Fehlgeburt nach der 12. Schwangerschaftswoche für 4 Monate fort) | § 17 MuSchG (der Kündigungsschutz besteht auch nach einer Fehlgeburt nach der 12. Schwangerschaftswoche für 4 Monate fort) | § 17 MuSchG (der Kündigungsschutz besteht auch nach einer Fehlgeburt nach der 12. Schwangerschaftswoche für 4 Monate fort) | § 17 MuSchG (der Kündigungsschutz besteht auch nach einer Fehlgeburt nach der 12. Schwangerschaftswoche für 4 Monate fort) | § 17 MuSchG (der Kündigungsschutz besteht auch nach einer Fehlgeburt nach der 12. Schwangerschaftswoche für 4 Monate fort) | § 17 MuSchG (der Kündigungsschutz besteht auch nach einer Fehlgeburt nach der 12. Schwangerschaftswoche für 4 Monate fort) |                                                   |                                                   |                                                   |                                                   |                                                   |                                                   |                                                                                           |                                                                                           |                                                                                           |                                                                                           |                                                                                           |                                                                                           |                                                                                           |                                                                                           |                                                                                           |                                                                                           |                                                                                           |                                                                                           |                                                                                           |                                                                                           |                                                                                           |                                                                                           |                                                                                           |                                                                                           |                                                                                           |                                                                                           |                                                                                           |                                                                                           |                                                                                           |                                                                                           |                                   |                                   |                                   |
| Kündigungsschutz:                                 |                                   | | | | | | | | | | | | §§ 18–19 BEEG | | | | |                                                   |                                                   |                                                   |                                                   |                                                   |                                                   |                                                                                           |                                                                                           |                                                                                           |                                                                                           |                                                                                           |                                                                                           |                                                                                           |                                                                                           |                                                                                           |                                                                                           |                                                                                           |                                                                                           |                                                                                           |                                                                                           |                                                                                           |                                                                                           |                                                                                           |                                                                                           |                                                                                           |                                                                                           |                                                                                           |                                                                                           |                                                                                           |                                                                                           |                                   |                                   |                                   |

## Bedeutung auf volkswirtschaftlicher Ebene
Eine Übersichtsarbeit von 2011 kam zu dem Ergebnis, dass ein gesetzlich geregelter Anspruch auf Elternzeit das Arbeitskräfteangebot durch Frauen erhöhte, da entsprechende Leistungen nur in Anspruch genommen werden können, wenn man zuvor überhaupt erwerbstätig war. Wenn eine bezahlte Elternzeit über einen längeren Zeitraum (z. B. drei Jahre) zur Verfügung stand, senkte die betreffende Regelung die relativen Löhne der Frauen, da die Unterbrechung der Erwerbstätigkeit dann länger anhielt.

## Bezug zum Europäischen Recht

### Gleichbehandlung
Mit der Richtlinie 96/34/EG wurde die Rahmenvereinbarung der europäischen Sozialpartner (UNICE, CEEP und EGB) vom 14. Dezember 1995 über den Elternurlaub verbindlich. Die Richtlinie besteht aus umfangreichen Erwägungen, die als „soft-law“ gelten, sowie verbindlich gewordenen Teilen, insbesondere Teil II der Rahmenvereinbarung.
Die Elternzeit sollte nach der Richtlinie für beide Elternteile gelten; insbesondere besagt § 2 Nr. 2, dass nach Meinung der Unterzeichnerparteien das vorgesehene Recht auf Elternurlaub „prinzipiell nicht übertragbar sein soll“. In Deutschland haben zwar Mütter und Väter formal den gleichen Anspruch, in der Praxis nehmen aber zum weitaus überwiegenden Teil nur die Mütter Elternzeit in Anspruch. Dies wirft die Frage auf, inwieweit der Gesetzgeber verpflichtet ist, die Übertragbarkeit der Elternzeit zu begrenzen oder durch anderweitige gesetzgeberische Maßnahmen eine gleichmäßigere Inanspruchnahme von Elternzeit zu fördern. Letzteres könnten etwa Maßnahmen sein, die Männer ermutigen könnten, Familienpflichten zu übernehmen, vor allem durch Anreize für Eltern- und Vaterurlaub, und Ansprüche auf Freistellung mit den Frauen zu teilen. Andere Maßnahmen wären, flexible Arbeitsregelungen sowohl für Frauen als auch für Männer zu ermöglichen und den Ausbau der Betreuungsangebote für Kinder zu fördern.
Verfassungsrechtlichen Bedenken gegen eine Aufteilung auf die beiden Partner kann entgegengehalten werden, dass kein verfassungsrechtlicher Anspruch auf eine Mindestdauer der Elternzeit besteht; somit eine Frau die Übertragung der zwei Monate auf sich nicht fordern kann. Zudem ist verfassungsrechtlich anerkannt, dass die Förderung der Gleichbehandlung auch positive Maßnahmen wie eine bevorzugte Einstellung von Frauen beinhalten kann.

### Recht auf früheren Arbeitsplatz
Paragraph 2, Ziffer 5. Im Anschluss an den Elternurlaub hat der Arbeitnehmer das Recht, an seinen früheren Arbeitsplatz zurückzukehren oder, wenn das nicht möglich ist, entsprechend seinem Arbeitsvertrag oder Arbeitsverhältnis einer gleichwertigen oder ähnlichen Arbeit zugewiesen zu werden.
Gemäß dem Bericht für den Europarat ist in Deutschland lediglich das Recht auf einen vergleichbaren Arbeitsplatz umgesetzt.
Im Vergleich dazu ist die Richtlinie in Österreich / Wien nahezu 1:1 im Vertragsbedienstetengesetz als „Recht auf den früheren, einen gleichwertigen oder ähnlichen Dienstposten“ umgesetzt; wobei zuerst der frühere Dienstposten, dann falls dieses nicht möglich ist, ein gleichwertiger Dienstposten, und wenn dies auch nicht möglich ist, ein ähnlicher Dienstposten gewährt wird.
Die Zeit, wie lange ein Anspruch auf den früheren Arbeitsplatz besteht, ist in den Europäischen Staaten teilweise abweichend zeitlich begrenzt.

### Europäische Rechtsprechung
Fall 1 (EuGH C-320/01 – 27. Februar 2003)
Mit seiner ersten Frage möchte das vorlegende Gericht  wissen, ob Artikel 2 Absatz 1 der Richtlinie 76/207 dahin auszulegen ist, dass er dem entgegensteht, dass eine Arbeitnehmerin, die mit Zustimmung ihres Arbeitgebers vor dem Ende ihres Erziehungsurlaubs an ihren Arbeitsplatz zurückkehren möchte, verpflichtet ist, dem Arbeitgeber mitzuteilen, dass sie schwanger ist, wenn sie wegen bestimmter gesetzlicher Beschäftigungsverbote ihre Tätigkeit nicht in vollem Umfang ausüben kann.
DER GERICHTSHOF (Fünfte Kammer) … hat … für Recht erkannt:
1. Artikel 2 Absatz 1 der Richtlinie 76/207/EWG .... ist dahin auszulegen, dass er dem entgegensteht, dass eine Arbeitnehmerin, die mit Zustimmung ihres Arbeitgebers vor dem Ende ihres Erziehungsurlaubs an ihren Arbeitsplatz zurückkehren möchte, verpflichtet ist, dem Arbeitgeber mitzuteilen, dass sie schwanger ist, wenn sie wegen bestimmter gesetzlicher Beschäftigungsverbote ihre Tätigkeit nicht in vollem Umfang ausüben kann.

### Andere europäische Staaten
Die EU-Richtlinie rechtfertigt die Förderung der Elternzeit auch mit demografischen Aspekten:

„Die Familienpolitik muß im Rahmen der demographischen Entwicklungen, der Auswirkungen der Überalterung, der Annäherung zwischen den Generationen und der Förderung einer Beteiligung von Frauen am Erwerbsleben gesehen werden.“

Zum Grad der Umsetzung der Richtlinie EG/96/34 in den europäischen gibt es einen umfangreichen Bericht der Gleichstellungskommission des Europarates unter Weblinks, zudem regelmäßige Berichte der EU-Kommission.

### Rahmenvereinbarung der europäischen Sozialpartner
Knapp fünfzehn Jahre nach der ersten Rahmenvereinbarung haben die Europäischen Sozialpartner in der Erkenntnis, dass eine inhaltliche Aktualisierung notwendig sei, nach mehrmonatigen Verhandlungen am 18. Juni 2009 eine neue Rahmenvereinbarung zum Elternurlaub unterzeichnet.
Die neue Vereinbarung:
1. erhöht die Dauer des Elternurlaubs von drei auf vier Monate für jeden Elternteil; einer der vier Monate ist dabei nicht auf den anderen Elternteil übertragbar;
2. stellt klar, dass sie für alle Arbeitnehmer gilt, unabhängig von der Art ihres Arbeitsvertrags (befristet, Teilzeitbeschäftigung o. Ä.);
3. bietet Eltern die Möglichkeit, bei der Rückkehr nach dem Elternurlaub eine Anpassung ihrer Arbeitsbedingungen (beispielsweise der Arbeitszeiten) zu verlangen;
4. bietet verstärkten Schutz nicht nur gegen Entlassung, sondern auch gegen jede Form der Benachteiligung, die durch die Inanspruchnahme des Rechts auf Elternurlaub bedingt ist.[43]

Zur Durchführung der Rahmenvereinbarung über Elternurlaub einigte sich der Rat am 30. November 2009 auf eine neue Richtlinie über Elternurlaub, die an die Stelle der Richtlinie 96/34/EG treten soll.
Am 8. März 2010 nahm der Rat die neue Richtlinie formal an. Das Parlament stimmte am 18. Mai 2010 in erster Lesung in Straßburg ab. Für die Umsetzung der Richtlinie haben die Mitgliedstaaten nach ihrer Verabschiedung zwei Jahre Zeit.